# Parque estatal de la Sierra de Tabasco
El parque estatal de la Sierra de Tabasco es un área natural protegida localizada en la sierra de Tabasco, la cual es un maciso montañoso ubicado en el estado mexicano de Tabasco, entre los municipios de Teapa y Tacotalpa, formado por las sierras Madrigal, Poaná y Tapijulapa, cuyas formaciones no sobrepasan los 1000 m de altitud, y que forman parte de las estribaciones de la Sierra Madre del Sur.
El Instituto Nacional de Investigaciones Sobre Recursos Bióticos realizó importantes estudios en la región, concluyendo que en dicha área se encuentran representadas una gran variedad de especies vegetales propias de la selva alta perennifolia y la habitan, asimismo, diversas especies de la fauna silvestre, hallándose dicha flora y fauna en peligro de extinción, además de que el área es un importante refugio para la anidación y alimentación de especies, tanto migratorias como locales.
Por lo anterior, y con la finalidad de preservar uno de los últimos reductos de la selva alta perennifolia en Tabasco, es que el 24 de febrero de 1988 se decretó la zona como Área natural protegida, en la modalidad de Parque Estatal con una extensión de 15 113.20 hectáreas, lo que representa,151.132 km².

## Decreto
El Decreto 0660 por el cual se creó el área denominada Parque estatal de la Sierra de Tabasco fue publicado en el Periódico Oficial del Estado de Tabasco el 24 de febrero de 1988, designando por tal motivo una superficie de 15 113.20 hectáreas.

## Localización
El Parque Estatal Sierra de Tabasco se ubica en los municipios de Teapa y Tacotalpa, en la región centro-sur del estado de Tabasco. Geográficamente se delimita entre los 17°25′ y 17°35′de Latitud Norte y 92°38′ y 92°58′ de Longitud Oeste.

## Clima
El parque estatal Sierra de Tabasco se localiza en la región que registra la mayor precipitación pluvial en México y la segunda a nivel mundial, teneindo un promedio anual de 3.862,6 mm. El clima es cálido húmedo con lluvias todo el año, aunque estas se asentúan más entre los meses de agosto a marzo, mientras que de abril a julio se registra un período de sequía, con algunas precipitaciones pluviales a partir de junio. La temperatura promedio anual oscila entre los 23 y 26.8 °C.

## Biodiversidad
Según las investigaciones realizadas por el Instituto Nacional de Investigaciones sobre Recursos Bióticos, en el área de la reserva habita una gran cantidad de flora y fauna característica de la zona, además de ser un lugar propicio para la anidación y alimentación de especies migratorias, hallándose dicha flora y fauna, tanto locales como migratorias en peligro de extinción.

### Flora
La cubierta vegetal en la sierra de Tabasco es altamente diversa a nivel de especies, comunidades y ecosistemas, y uno de los ecosistemas más complejos y diversos, pero a la vez, uno de los más vulnerables y frágiles frente a la manipulación humana. Por otro lado, ofrece otros importantes "servicios ambientales" como la regulación hidrológica a nivel regional, el control de la erosión y el mantenimiento de la humedad de los suelos; algunos estudios recientes indican que esta cubierta vegetal es responsable en parte del ciclo de lluvias, convirtiendo a esta zona en la segunda de mayor precipitación pluvial en el mundo. 
En dicha área se encuentran representadas una gran variedad de especies vegetales propias de la selva alta perennifolia como: ceiba, cedro, caoba, chicozapote, ramón, samán y jobo. Es muy común que los árboles cuenten con lianas que son leñosas y pueden alcanzar hasta los 200 m enrollándose alrededor de los árboles. También proliferan las plantas epífitas, como las orquídeas y las bromelias.

### Fauna
En la reserva habitan diversas especies de la fauna silvestre, tales como: 

#### Aves
En el parque habitan unas 125 especies de aves, como el titirijí común (Todirostrum cinereum)

#### Mamíferos
En la zona existe una gran cantidad de especies de mamíferos, todos ellos en peligro de extinción, y su hábitat se ha reducido a las partes altas de los cerros, ya que lo escarpado de los mismos, hace difícil el acceso de los cazadores. Entre los mamíferos más representativos están: el jaguar, ocelote, tigrillo, mono saraguato y mono araña.

#### Reptiles
Habitan una gran cantidad de reptiles, entre los más representativos están: la iguana verde, garrobo, cascabel tropical, boa, y nauyaca.

## Conformación
El parque estatal Sierra de Tabasco se encuentra dividido en cinco zonas de manejo: zona núcleo o natural, de recuperación, de desarrollo rural, de uso
público y de uso especial, las cuales se dividen en uno o varios sectores de acuerdo a sus características.

### Zona núcleo o natural
Representa una zona que no ha sido alterada por la acción humana, y que presenta intactas las características de la selva alta perennifolia presente en Tabasco. En esta zona se estableció la veda total e indefinida del aprovechamiento de la flora y fauna silvestre, estando prohibido en todo tiempo colectar, cortar, extraer o destruir cualquier espécimen vegetal, así como cazar, capturar o realizar cualquier acto que lesione la vida o la integridad de la fauna que habitan en el área. Esta zona cuenta con una superficie de 6 999.9 hectáreas, lo que representa el 47.1% de la superficie total del parque, las cuales han sido divididas en seis sectores: San José Puyacatengo (656.2 hectáreas); Arcadio Zentella (531.2 hectáreas); Sierra Madrigal (1 837.5 hectáreas); Sierra Poaná (1 243.7 hectáreas); Planada Cerro Iglesia (2 550 hectáreas); y Cerro Cometa (681.2 hectáreas).

### Zona de recuperación
Comprende áreas que aunque se encuentran parcialmente alteradas, pero que dado el grado de perturbación todavía es posible lograr la recuperación de la vegetación original e incorporarlas a la zona núcleo o natural. En esta zona no se permite ningún tipo de actividad humana, excepto la de investigación científica. En esta zona se estableció la veda total e indefinida del aprovechamiento de la flora y fauna silvestre, estando prohibido en todo tiempo colectar, cortar, extraer o destruir cualquier espécimen vegetal, así como cazar, capturar o realizar cualquier acto que lesione la vida o la integridad de la fauna que habitan en el área. Esta zona cuenta con una superficie de 3 593 hectáreas, lo que representa el 21.1% del parque, las cuales se han dividido en seis sectores: Puyacatengo (375 hectáreas); región Arcadio Zentella-Sierra Madrigal (750 hectáreas); Cañada Polo López (1 174.3 hectáreas); Cerro Mico - Cerro Quemado (397.7 hectáreas); Planada Cerro La Campana (675 hectáreas); Villa Luz (225 hectáreas).

### Zona de desarrollo rural
En esta zona se permiten las diversas actividades agrícolas, siempre y cuando no afecten el área de recuperación, y que cuenten con programas de reforestación. Todo proyecto de obra pública o privada que pretenda realizarse dentro de esta área, deberá contar con autorización previa y expresa del Gobierno del Estado. Cuenta con una superficie de 3,892.9 hectáreas, lo que representa el 25.7 % del parque, las cuales se han dividido en cuatro sectores: Guanal (635.5 hectáreas); Poaná (2 062.4 hectáreas); Punchero (1 193 hectáreas); y Arroyo Chispa (1 193 hectáreas).

### Zona de uso público
Esta zona comprende terrenos que por sus características escénicas están destinados a actividades turísticas y recreativas, procurando siempre, que el impacto ecológico de dichas actividades sea el mínimo posible. Cuenta con una superficie de 627.4 hectáreas, lo que representa el 3.33% del parque, las cuales se han dividido en cuatro sectores: Río Puyacatengo (156.2 hectáreas); Cerro Poaná (358.7 hectáreas); Soledad (358.7 hectáreas); y Tapijulapa (112.5 hectáreas).

### Zona de uso especial
Esta zona está constituida en el área que ocupa la zona urbana del Pueblo mágico de Tapijulapa, misma que representa el restante 1.55% del parque.

## Actividad turística
En el parque existe una fuerte actividad turística, ya que se localizan varios centros enfocados al ecoturismo. Los más representativos son:

### Río Puyacatengo
Localizado en el municipio de Teapa, en este río de aguas cristalinas, se localizan a lo largo de 14 km varios balnearios y centros recreativos a los que asiste una gran cantidad de visitantes locales los fines de semana, sobre todo durante las vacaciones de Semana Santa y de verano. Cuentan con servicio de restaurantes, palapas, baños, y estacionamiento.

### Sendero El Madrigal
Este lugar se encuentra en frente de la entrada al Instituto Tecnológico Superior de la Región Sierra, como su nombre lo dice es un sendero desde donde se puede admirar la belleza del Parque Estatal de la Sierra y el Cerro el Madrigal de 900 m de alto siendo el segundo punto más elevado del estado.

### Tapijulapa
Localizado en el municipio de Tacotalpa, Tapijulapa es uno de los Pueblos mágicos de México, caracterizado por sus calles adoquinadas, y sus casas de fachasdas blancas con techos de tejas de barro rojas, que recibe a una gran cantidad de visitantes sobre todo los fines de semana y durante las temporadas vacacionales de Semana Santa y verano, ya que además de los atractivos que posee como balnearios en los ríos Amatán y Oxolotán, tirolesa y las artesanías, es el punto de partida para visitar muchos de los centros ecoturisticos de la zona. 

### Kolem Jaa
Importante y hermoso desarrollo ecoturistico, en la sierra de Tabasco. Cuenta con muchos atractivos entre los que destacan: El segundo Canopy más largo de Latinoamérica, rapel en cascadas, tirolesa, aviario, pista comando, senderos, balearios naturales, restaurante, cabañas y estacionamiento.

### Cascadas de Villa Luz
Es una reserva ecológica de 225 hectáreas, en las que es posible visitar la hermosa cascada de Villa Luz, la casa del exgobernador Tomás Garrido Canabal la cual cuenta con un pequeño museo, la cueva de las sardinas, y las albercas y arroyos de agua sulfurosas. Cuenta con servicios de palapas y asadores para los visitantes.

### Cueva de las sardinas
Localizada en la reserva ecológica Villa Luz, es uno de los puntos más visitados sobre todo durante la Semana Santa, ya que el Domingo de Ramos los indígenas zoques realizan la tradicional Danza de la pesca de la sardina, para después abocarse a la pesca de la mayor cantidad de peces posible, lo que se deriva el pronóstico para las cosechas. 
Adicionalmente, existen en la zona otros centros ecoturisticos, que registran una menor afluencia de visitantes como: El Sendero Colem Chen, el Jardín de Dios, Ceiba Adventure, las Grutas de Cuesta Chica, y la Gruta de las Canicas.